# أبو الحسين ابن الجزار
أبو الحسين ابن الجزار، هو جمال الدين أبو الحسين يحيى بن عبد العظيم الجزار المصري، المعروف بالجزار. هو أحد الشعراء الصعاليك في العصر المملوكي. ولد بالفسطاط سنة 601هـ / 1205م ونشأ فيها، وتوفي في الثامن عشر من شوال سنة 672هـ. وفي شذرات الذهب توفي سنة 679هـ مُصابًا بالفالج، وله ست وسبعون سنة أو نحوها ودفن بالقرافة وهو أحد شعراء القرن السابع.

## نشأته
نشأ بالفسطاط وعمل بالجزارة كأبيه وأقاربه، الا انه قد بدت عليه منذ صغره أمارات الميل للشعر، وبدت عليه تلك الدلائل التي يستنتج منها ميوله الفطرية إلى ذلك، بدا أبو الحسين الجزار يقف على شيء ليس بالقليل من العلوم الادبية والدينية والتاريخية، وبدأ يقرض الشعر حتى أصبح واحدا"من أكبر شعراء الفسطاط. وهو ماحدا بأبيه لأن يأخذه إلى الشاعر الذائع الصيت الذكى ابن أبي الإصبع، ليعلمه فنون الشعر. وفي شذرات الذهب: الاديب الفاضل كان جزاراً ثم استرزق بالمدح وشاع شعره في البلاد وتناقلته الرواة.
جمع له الشيخ المعاصر الشيخ محمد السماوي من الشعر ديواناً يربو على الف ومائتين وخمسين بيتاً، وله ارجوزة في ذكر من تولى مصر من الملوك والخلفاء وعمالها ذكرها له صاحب نسمة السحر.
قال ابن حجة في خزانة الأدب: تعاهد هو والسراج الوراق والحمامي وتطارحوا كثيراً وساعدتهم صنائعهم وألقابهم في نظم التورية حتى انه قيل للسراج الوراق: لولا لقبك وصناعتك لذهب نصف شعرك.
قال صاحب نسمة السحر: وكان من أهل مصر وله الشعر الجيد والنكت الدالة على خفة روحه، وله مع سراج الدين عمر الوراق لطايف شعرية وكانا كنفس واحدة وشعرهما متشابه الا انه محكم.
قال الأمين في الأعيان هذه قصيدة وجدها صاحب الطليعة في مجموعة حليّة.
أمام هذا نجد ان أبو الحسين الجزار قد ترك مهنة ابيه وأقاربه، وتكسب بالشعر، وساعده على السير في هذا المجال اتصاله بالحكام والوزراء والامراء والكتاب، فأخذ يمدحهم ويأخذ من عطاياهم وقد ودع حرفة الجزارة تماما" فقال:
ولكن اسرافه، وتبذيره، وهي عادة سنقف عليها عند كثير من شعراء الصعلكة، وفيمن أتيحت له الفرص الاتصال بالمدح لعلية القوم، فرغم هذا وبسبب اسراف أبو الحسين ابن الجزار، أصبح في ضيق من الحال والمال، فكانت سوق الشعر لمثله غير مربحة بالمرة، مما جعله وتحت عادة كرمه المفتوحة على مصراعيها ينشد معبرا":
فلما وجد أن مهنة الأدب لم تسعف سد إنفاقه، بدأ يحن للعودة إلى الجزارة من جديد، عساه أن يجد فيها بحبوحة من العيش، فانشد:

## شعره
اتّسم شعر أبن الجزار بالسلاسة، والعذوبة، والصدق الفنِّي والعاطفي، ومثّل الروح المصرية بكل ما تتمتّع به من دعابة، ورقّة، وخفّة روح، وعمق ظَرْفٍ.
أقبل على الأدب، وأوصله شعره إلى السلاطين والملوك، فمدحهم وعاش بما كان يتلقى من جوائزهم. وكانت بينه وبين السراج الوراق وغيره مداعبات وكان من أصدقاء (ابن سعيد) صاحب كتاب (المغرب في حلى المغرب) فملأ ابن سعيد خمسين صفحة من كتابه بما انتقى من شعره. له (العقود الدرية في الأمراء المصرية - خ) منظومة انتهى بها إلى أيام الظاهر بيبرس، و (ديوان شعر - خ) صغير، في المكتبة الصادقية بتونس، لعله مختارات من شعره، فإن ديوانه كبير كما يقول ابن تغري بردي، و (فوائد الموائد - خ) و (الوسيلة إلى الحبيب في وصف الطيبات والطيب) ذكره بروكلمن، و (تقاطيف الجزار) شعر.
ففي العصر المملوكي لم يكن الشعراء يحظون بمجالسة السلاطين والأمراء إلا قليلاً، لذا لم يكونوا يتلقون الجوائز والعطايا؛ فاتجه بعض من هؤلاء للبحث عن وسيلة لكسب العيش من الحرف والمهن والصناعات فرأينا الجزار والشاعر والوراق والحمامي والصائغ والخياط والعطار والكحال. واتجه هؤلاء الشعراء الحرفيون إلى الناس وتعايشوا مع اللهجة العامية حتى استطاعوا التعبير بعمق عن وجدان الناس وآمالهم وآلامهم بأشعارهم السهلة الألفاظ وصورهم البيانية الجذابة.
أشعاره عموما" غلبت عليها صيغ الشكوى وعدم الرضى في زمن لاتنفع فيه حرفة الجزارة ولامهنة الأدب كذلك، وهو في هذه الحيرة ينشد:
إلا أننا عند تقييمه، وبعيد عن هذه الحيرة، حيرته هو، نجده انه بطبعه شاعر، وكغيره من شعراء مصر المجيدين في الشعر بفطرة الشعر ذاته، كالشاعر الوراق، والحمامى، وابن دانيال الكحال.
وإضافة المهنة كلقب للشاعر ساعدت على انتشار اشعار هؤلاء في الساحة المصرية بزمن كل منهم ولولا هذه الكنيات لربما تأثرت كمية الشعر الواصلة الينا منهم عما هي عليه الاّن.
تلخص هذه المقتطفة، ماأردنا ان نوحيه للمتلقى فيقول الجزار، وهو يشكو أيضا" وقد راحت نفسه <للقطائف والكنافة وكذلك الدعاء على ايام المخلل>:
إلى جانب شعر الشكوى للجزار، فقد وقف له على نوع اّخر برع فيه، وهواستعراض شعرالقدماء وتصفيحه على وجهته هو، وهو النوع المعروف ان جاز لذلك تسمية"، شعر التحامق، وللتقريب، فانه وفي أحد قصائده وهي تصفحاً لمعلقة امرئ القيس والتي مطلعها:
نجده يتناولها على هذا النحو بتصفحه هو:
وهذا نوع جديد من الادب، شاع خصوصاً في الأدب العامى، وكان له جمهور عريض من المتلقين، كنوع جديد من السخرية في اطار غير مطروق من قبل، والجزار من البارعين في هذا اللون الجديد، من خلفيته التي سقاها من روحه الطلقة في الفكاهة، وماتميز به من سرعة التهكم والسخرية، أعانه على ذلك أداة التورية في مواضع كثيرة منها:
قال ذلك في زوجة ابيه...!!
وفي وصفه لداره:
إنها لأقسى سخرية قد يصل إليها شاعر رقيع في الصعلكة، رفيع في التهكم، والى درجة تجعل المتلقى لشعره يستلقى على أعضائه كلها من كثرة الضحك.
وهو في نفس الدرجة، نجده في رثاء حماره وقد مات يقول:
ولعل أجمل رثاء لذاك الحمار الذي فارقه الجزار:
كتب إليه الشيخ نصير الدين الحمامي مورياً عن صنعته:
فأجابه أبو الحسين الجزّار بقوله:
وله في التورية قوله:
ومن طائفة ما كتب به إلى بعض الرؤساء وقد منع من الدخول إلى بيته:
وله في بعض ادباء مصر وكان شيخاً كبيراً ظهر عليه جرب فالتطخ بالكبريت، قوله ذكره له ابن خلكان في تاريخه 1 ص 67:
ومن قوله في الغزل:
ومن بديع غزله قوله:
وكانت بينه وبين السراج الوراق مداعبة فحصل للسراج رمد فاهدى الجزار له تفاحاً وكمثرى وكتب مع ذلك:
ومن أخباره مع السراج الوراق أنهما اتفقا ببعض ديارات النصارى وفيه راهب مليح وجاء زامر مليح أيضا ثم اتفق مجيء بعض مشايخ الرهبان فضرب الراهب وهرب الزامر فقال أبو الحسين:
في فخّنا لم يقع الطائر.
فقال السراج: لا راهب الدير ولا الزامر.
فقال أبو الحسين: فسعدنا ليس له أول.
فقال السراج: ونحسنا ليس له آخر.
وذكر الصفدي أن أبا الحسين الجزار جاء إلى باب الصاحب زين الدين ابن الزبير فأذن لجماعة كانوا معه وتأخر اذنه، فكتب إلى الصاحب:
فلما قرأها قال لبعض الغلمان مر فنادي ادخل يا خصى فدخل الجزار وهو يقول: هذا دليل على السعة وقال يتهكم بالمتنبي ويعارضه:
قال صاحب نسمة السحر: ومن المنسوب لابي الحسين ويشبهه في الظرف:
وكان قليل الهجاء، متحمّلاً متودّداً إلى الناس، حسن التعريض، واحتاج في آخر عمره إلى الاستجداء بغير شعر. وكان كثير التبذير لا تكاد خلته تستد أبدا ولا يغفل طلبه ولكن بأحسن الصور، وكان مسرفا على نفسه.
وله كتاب «فوائد الموائد» وعمل بعض الفضلاء عليه «علائم الولائم». وجمع قطعة من شعره سماها «تقاطيف الجزار» وهذه تسمية حسنة.
ولم يكن في عصره من يقاربه في جودة النظم غير السراج الوراق، وهو كان فارس تلك الحلبة ومنه أخذوا وعلى نمطه نسجوا ومن مادته استمدوا. وبينه وبين شعراء عصره مجاراة ومباراة.
يقول في هذه الصفحة من حياته:

## وفاته
توفي ابن الجزار، سنة 679هـ، مُصابًا بالفالج، وله من العمر 76 سنة أو نحوها ودفن بالقرافة في مصر.

## وصلات خارجية
- ديوان أبو الحسن الجزار
- بوابة الشعراء: ديوان أبو الحسين ابن الجزار